# Historia Regum Britanniae
Història Regum Britanniae ('Història dels reis de Bretanya', en llatí) és una crònica pseudohistórica de Gran Bretanya, escrita pel gal·lès Geoffrey de Monmouth entre els anys 1130 i 1136. El llibre ressenya cronològicament les vides dels reis dels britans, començant amb els troians que van escapar de la Guerra de Troia i van fundar la nació britànica; i acaba quan els anglosaxons van ocupar el país al segle vii. Es tracta d'una de les peces centrals de la matèria de Bretanya.
El llibre té escàs valor històric, ja que hi ha grans inexactituds en els esdeveniments que relata; però és una valuosa obra de literatura medieval, que conté la més antiga versió coneguda de la història del rei Lear i les seves tres filles, i va ajudar a que els lectors que no parlaven gal·lès coneguessin la llegenda del rei Artús. Va gaudir de gran èxit durant l'edat mitjana, així com la seua principal traducció al romanç: el Romanç de Brutus, del poeta Wace.

## Contingut de l'obra
La Història comença amb Enees, fugitiu de Troia, qui segons la llegenda romana es va assentar a Itàlia després de la Guerra de Troia. El seu net Brutus és exiliat i, després d'un període vagant sense rumb, és elegit per la deessa Diana, qui li ordena que s'assenti en una illa en l'oceà de l'oest, que per la seva causa va rebre el nom de Britànnia.
La història continua cronològicament, explicant entre els governants a Bladud, que va tenir poders màgics i fins i tot va intentar volar; Leir de Britànnia, que va dividir el regne entre les seves tres filles, segons l'amor que cadascuna d'aquestes li professava (una història que Shakespeare va usar en la seva tragèdia El rei Lear); i Dunvallo Molmutius, que va codificar les Molmutine Laws. Els fills de Dunvallo, Belinus i Brennius, van lluitar en una guerra civil abans de tornar a reconciliar-se, i van saquejar Roma.
Els intents de Juli Cèsar d'envair Britànnia van ser frenats per Cassivellaunus. Hi ha notícia d'un rei anomenat Cunobelí, en qui Shakespeare basaria la seva obra Cimbelino. Després de l'intent de Cèsar, seria Claudi qui s'enfrontés amb els fills de Cunobelí envaint l'illa. El llinatge dels reis britànics continua sota la llei romana i inclou a Luci de Britànnia, primer rei cristià de la zona, i un gran nombre de personatges romans: entre ells, l'emperador Constantí I, l'usurpador del tron Al·lecte i el comandant militar Asclepiodotus (Asclepiodotus d'Heraclea).
Després del govern de Roma, Vortigern es fa amb el poder i convida als saxons, governats per Hengist i Horsa, al fet que vinguin com a mercenaris al seu servei; però aquests es tornen contra ell, i Britànnia continua en estat de guerra sota els regnats de Aurelià Ambrosi i del seu germà Uterpendragó, amb l'ajuda del mag Merlí.
El fill d'Uther, el rei Artús, va infligir una severa derrota als saxons, de manera que aquests van deixar de constituir una amenaça fins i tot després de la mort del rei. Mentrestant, Artús va conquistar grans zones del nord d'Europa, i es va viure una època de pau i prosperitat fins que l'emperador romà Luci Tiberi va demanar de nou a Britànnia que pagués tributs a Roma. Artús va derrotar a Luci en la Gàl·lia, però el seu nebot Mordred li va prendre el tron en la seva absència. Artús va tornar i va matar a Mordred però, mortalment ferit, va ser portat a l'illa d'Ávalon i va deixar el regne al seu cosí Constantí III de Bretanya. Amb Artús desaparegut, els saxons van tornar i van reforçar el seu poder. El llinatge dels reis de Britànnia va continuar fins a la mort de Cadwaladr, després del qual els saxons (el poble anglès), van esdevenir governants de Bretanya.